# Jean-Loup Dabadie
Jean-Loup Dabadie (Parijs, 27 september 1938 - Parijs, 24 mei 2020) was een Frans schrijver, journalist en scenarioschrijver, vooral bekend door zijn scenario's voor de Franse film van de jaren zeventig.

## Leven en werk

### Afkomst en opleiding
Dabadie werd geboren als het enig kind van liedjestekstschrijver Marcel Dabadie (Maurice Chevalier, les Frères Jacques...). Hij behaalde zijn baccalaureaat oude talen al op vijftienjarige leeftijd. Daarna studeerde hij letteren.

### Eerste stappen als romanschrijver en journalist
Als zoon van een tekstschrijver en als briljant student literatuur had Dabadie al heel vroeg de schrijfmicrobe te pakken. Zijn eerste roman Les Yeux secs verscheen in 1957 toen hij negentien jaar oud was. Het jaar daarop publiceerde hij Les Dieux du foyer, zijn tweede roman.
Samen met onder meer Philippe Sollers was hij in 1960 betrokken bij de oprichting van Tel Quel. Hij schreef ook reportages en filmrecensies voor Arts (et spectacles).

### Eerste stappen als schrijver voor de televisie, van sketches, van toneelstukken en van liedjesteksten
Vanaf 1962 schreef Dabadie voor de televisie samen met televisie- en radioregisseur en -animator Jean-Christophe Averty en humorist-acteur Guy Bedos. Een jaar later, tijdens zijn legerdienst, begon hij sketches te schrijven, stuurde ze naar Bedos en zag dat deze ze op het kleine scherm opvoerde. Hij leverde later ook sketches af voor onder meer Muriel Robin en Jacques Villeret. 
Na zijn legerdienst schreef hij in 1967 La famille écarlate, zijn eerste toneelstuk. In datzelfde jaar zag zijn eerste liedjestekst het daglicht: Le petit garçon voor Serge Reggiani.  

### Filmscenarioschrijver
Dabadie maakte zijn debuut in 1961 met scenario's voor onder meer Jacques Poitrenaud. In 1970 werd hij beroemd dankzij Les Choses de la vie, een aangrijpend tragisch drama met steracteurs Romy Schneider en Michel Piccoli, geregisseerd door Claude Sautet. Geruggensteund door dit succes vormden Sautet en Dabadie een vaste tandem tijdens de jaren zeventig, Sautets vruchtbaarste én succesrijkste periode. Zes films, voornamelijk tragikomedies, volgden, met hoofdrolspelers als Michel Piccoli, Yves Montand en Romy Schneider.  
Dabadie vormde in diezelfde periode nog een vaste tandem: met Yves Robert, ook zes films lang, vooral komedies zoals het succesvolle tweeluik Un éléphant ça trompe énormément-Nous irons tous au paradis. Voorts stelde Dabadie zijn talent ten dienste van Claude Pinoteau (drie films met Lino Ventura in de hoofdrol, onder meer de succesrijke zedenkomedie La Gifle) en Jean Becker (in drie late films van deze veteraan).

### Liedjestekstschrijver
Dabadie bouwde een heel productieve carrière uit als liedjestekstschrijver voor onder meer Serge Reggiani, Régine, Michel Polnareff, Mireille Mathieu, Nicole Croisille, Julien Clerc, Robert Charlebois , Michel Sardou en Sylvie Vartan. Reggiani, Polnareff en vooral Julien Clerc deden regelmatig een beroep op zijn schrijftalent; voor Clerc schreef hij onder meer de single Ma préférence.
Samen met Ennio Morricone (muziek) tekende Dabadie voor Le Clan des Siciliens, de titelsong van het gelijknamige kassucces van Henri Verneuil, vertolkt door Dalida.
Hij schreef eveneens de tekst voor Maintenant je sais, Jean Gabins terugkeer, na veertig jaar, naar het Franse chanson, waarbij Gabin de tekst niet zong maar reciteerde.

### Vertaler en auteur van adaptaties
Dabadie vertaalde enkele romans uit het Spaans. Door de jaren heen maakte hij ook Franse adaptaties van toneelstukken van onder meer Ray Cooney, Neil Simon en William Gibson.

### Privéleven
Dabadie was drie keer getrouwd. Zijn eerste echtgenote was de schrijfster en journaliste Geneviève Dormann (1933-2015), met wie hij huwde in 1964. Dormann gaf hem een dochter, Clémentine. In 1969 trouwde hij voor de tweede keer, met de journaliste Marie Martin-Guyot (1943). Samen hadden ze twee zonen, Clément en Florent. Aan het einde van de jaren tachtig leefde hij samen met de actrice Julie Arnold (1955). In 1997 trouwde hij voor de derde keer, met Véronique Bachet.
Dabadie overleed in 2020 op 81-jarige leeftijd.

## Filmografie
- 1962 - Les Parisiennes (anthologiefilm, episode Ella van Jacques Poitrenaud)
- 1962 - Conduite à gauche (Guy Lefranc)
- 1965 - La Tête du client (Jacques Poitrenaud)
- 1965 - Le Lit à deux places (anthologiefilm, episodes Le Monsieur de passage van Alfredo Giannetti en La Répétition van Jean Delannoy)
- 1966 - À belles dents (Pierre Gaspard-Huit)
- 1966 - Les Sultans (Jean Delannoy)
- 1966 - Carré de dames pour un as (Jacques Poitrenaud)
- 1967 - Le Canard en fer blanc (Jacques Poitrenaud)
- 1969 - Clérambard (Yves Robert)
- 1970 - Les Choses de la vie (Claude Sautet)
- 1971 - Ça n'arrive qu'aux autres (Nadine Trintignant) (enkel de tekst van het gelijknamige lied van Michel Polnareff)
- 1971 - La Poudre d'escampette (Philippe de Broca)
- 1971 - Max et les ferrailleurs (Claude Sautet)
- 1972 - Chère Louise (Philippe de Broca)
- 1972 - Une belle fille comme moi (François Truffaut)
- 1972 - César et Rosalie (Claude Sautet)
- 1973 - Le Silencieux (Claude Pinoteau)
- 1973 - Salut l'artiste (Yves Robert)
- 1974 - Vincent, François, Paul... et les autres (Claude Sautet)
- 1974 - La Gifle (Claude Pinoteau)
- 1975 - Le Sauvage (Jean-Paul Rappeneau)
- 1976 - Un éléphant ça trompe énormément (Yves Robert)
- 1977 - Violette et François (Jacques Rouffio)
- 1977 - Nous irons tous au paradis (Yves Robert)
- 1978 - Une histoire simple (Claude Sautet)
- 1979 - Courage fuyons (Yves Robert)
- 1981 - Clara et les chics types (Jacques Monnet)
- 1983 - Attention, une femme peut en cacher une autre! (Georges Lautner)
- 1983 - Garçon! (Claude Sautet)
- 1984 - La Septième Cible (Claude Pinoteau)
- 1984 - The Woman in Red (Gene Wilder)
- 1986 - Descente aux enfers (Francis Girod)
- 1992 - Le Bal des casse-pieds (Yves Robert)
- 2010 - La Tête en friche (Jean Becker)
- 2014 - Bon Rétablissement ! (Jean Becker)
- 2018 - Le Collier rouge (Jean Becker)

## Andere werken (selectie)

### Romans
- 1957 - Les Yeux secs (Seuil)
- 1958 - Les Dieux du foyer (Seuil)

### Toneel
- 1967 - La Famille écarlate
- 1988 - D'Artagnan
- 1993 - Je ne suis pas un homme facile
- 2004 - Fans, je vous aime! (samen met drie andere auteurs)

## Onderscheidingen, decoraties, prijzen en nominaties

### Académie française
In 2008 werd Dabadie verkozen tot lid van de Académie française.

### Decoraties
- Legioen van Eer (2015)
- Nationale Orde van Verdienste
- Orde van Kunsten en Letteren

### Prijzen
- 1969 - Prix Louis-Delluc voor Les Choses de la vie
- 1974 - Prix Louis-Delluc voor La Gifle
- 1983 - Grand Prix du cinéma de l’Académie Française (voor zijn hele oeuvre)
- 2000 - Grand prix de la chanson française van SACEM (Société des auteurs, compositeurs et éditeurs de musique)
- 2009 - Victoire de la Musique d’honneur (voor zijn hele carrière)

### Nominaties
- César voor beste bewerkt of origineel scenario 
  - 1977 - Un éléphant ça trompe énormément
  - 1978 - Nous irons tous au paradis
  - 1979 - Une histoire simple

1. ↑  Gemeinsame Normdatei; geraadpleegd op: 15 december 2014.
2. 1 2  Fichier des personnes décédées.